# Beuzec-Cap-Sizun
Beuzec-Cap-Sizun (tiếng Breton: Beuzeg-ar-C'hab) là một xã của tỉnh Finistère, thuộc vùng Bretagne, miền tây bắc Pháp.

## Dân số
Người dân ở Beuzec-Cap-Sizun được gọi là Beuzecois.